# 天池 (補給艦)
天池（チョンジ）は、天池級補給艦の1番艦。
大韓民国海軍が建造した最初の補給艦で、当時の大韓民国海軍が運用する軍艦で最大の艦艇だった。1993年から1997年まで、および2002年、2005年、2008年、2011年の巡航訓練に参加した。
1998年大韓民国国際観艦式の旗艦であり、2002年には日本国際観艦式に参加した。2005年のイギリス南部のポーツマスで行われたトラファルガー海戦200周年記念観艦式に世界35か国160隻以上の艦艇中の1艦として参加した。